# Irish Rugby Football Union
Die Irish Rugby Football Union, kurz IRFU, irisch Cumann Rugbaí na hÉireann, ist der nationale Sportverband für Rugby Union und Siebener-Rugby der Republik Irland und Nordirlands. Der Hauptsitz ist in der Lansdowne Road in Dublin, die Heimspiele der gemeinsamen irischen Nationalmannschaft werden im Aviva Stadium ausgetragen. Darüber hinaus sind weitere Stadien im Besitz der IRFU (Kingspan Stadium in Belfast und Thomond Park in Limerick), die an verschiedene Vereine vermietet werden. Seit 1886 vertritt sie Irland beim Weltverband World Rugby und seit 1999 beim Kontinentalverband Rugby Europe.

## Aufgabe

Die vier Provinzverbände der Irish Rugby Football Union

Flagge der IRFU

Die Irish Rugby Football Union stellt die Irland vertretenden Nationalmannschaften, einschließlich der für die Männer (Men in green), Frauen (Women in green) und Jugend, zusammen. Die zweite Nationalmannschaft Irlands bilden die Ireland Wolfhounds, gefolgt von Emerging Ireland („Aufstrebendes Irland“). Daneben organisiert der Verband das Kinder- und Jugend-Rugby in Irland. Kinder und Jugendliche werden bereits in der Schule an den Rugbysport herangeführt und je nach Interesse und Talent beginnt dann die Ausbildung. Für Schüler gibt es die Nationalmannschaft der Schoolboys, die alle Vorstufen zur Nationalmannschaft bilden. Wie andere Rugbynationen verfügt Irland über eine U-20-Nationalmannschaft, die an den entsprechenden Six Nations und Weltmeisterschaften teilnimmt. Ebenso ist die Irish Rugby Football Union verantwortlich für die irische Siebener-Rugby-Union-Nationalmannschaft und da Siebener-Rugby eine olympische Sportart ist, arbeitet sie hier mit der British Olympic Association und der Olympic Federation of Ireland zusammen.
Auf der irischen Insel gibt es rund 86.500 lizenzierte Spieler. Die Vereine sind in vier Provinzverbänden gegliedert: 19 in Connacht, 71 in Leinster, 59 in Munster und 56 in Ulster. Jeder Regionalverband stellt eine Mannschaft, die in der professionellen United Rugby Championship vertreten ist und an den europäischen Pokalwettbewerben teilnimmt. Es sind dies Connacht Rugby, Leinster Rugby, Munster Rugby und Ulster Rugby. Darüber hinaus wird Rugby an 246 Schulen gespielt, davon 107 in Ulster, 75 in Leinster, 41 in Munster und 23 in Connacht. Die höchste Frauen-Rugby-Union-Liga ist die IRFU Women’s Interprovincial Series, die zwischen den vier Provinzmannschaften ausgetragen wird.
Die Irish Rugby Football Union richtet auch regelmäßig internationale Turniere aus. So war sie bereits Gastgeber der Weltmeisterschaften 1991 und 1999 (zusammen mit den anderen damaligen Five Nations). Außerdem waren sie Gastgeber der Frauen-Rugby-Union-Weltmeisterschaft im Jahr 2017. Zusammen mit der Rugby Football Union, der Fédération française de rugby, der Federazione Italiana Rugby, der Scottish Rugby Union und der Welsh Rugby Union ist die IRFU zuständig für die Organisation der jährlichen Six Nations und der Frauen-Six-Nations, der wichtigsten Rugby-Union-Turniere der Nordhemisphäre.
Als größte Ehre für irische Spieler gilt es, alle paar Jahre mit den British and Irish Lions auf Tour in die Südhemisphäre zu gehen, um gegen die All Blacks aus Neuseeland, die Springboks aus Südafrika oder die Wallabies aus Australien anzutreten.

## Geschichte

Ehemaliges Logo der IRFU

Ursprünglich gab es zwei Verbände, die beide im Jahr 1874 gegründet wurden. Die Irish Football Union war zuständig für die Vereine in Leinster, Munster und in Teilen von Ulster, die Northern Football Union of Ireland in der Region um Belfast. Beide Verbände fusionierten 1879 zur IRFU und es bildeten sich Provinzverbände in Leinster, Munster und Ulster. Der Provinzverband Connacht kam 1886 hinzu. 1886 gründete die IRFU zusammen mit der Scottish Rugby Union (SRU) und der Welsh Rugby Union (WRU) den International Rugby Football Board (IRFB, heute World Rugby).
Nach der politischen Teilung der Insel in die Republik Irland bzw. zunächst den Irischen Freistaat und in Nordirland, das weiterhin zum Vereinigten Königreich gehört, beschloss die IRFU, dass sie weiterhin für alle 32 irischen Grafschaften zuständig sein werde. Dies führte dazu, dass Spieler aus zwei Ländern der Nationalmannschaft angehören.
Um die Einheit des irischen Rugby Union und die Beziehungen zwischen Nord und Süd aufrechtzuerhalten, kaufte die IRFU im Jahr 1923 ein neues Gelände im Belfaster Stadtteil Ravenhill. Das für über fünfzig Jahre letzte Länderspiel in Belfast fand am 24. Februar 1954 statt. Da das Stadion an der Lansdowne Road wegen Umbauarbeiten geschlossen war, wurde im August 2007 in Belfast erneut ein Länderspiel der irischen Nationalmannschaft gegen Italien ausgetragen.
In den 1880er Jahren veranstalteten die vier Provinzverbände erstmals Pokalwettbewerbe. Obwohl diese heute noch ausgetragen werden, sind sie heute nicht mehr von großer Bedeutung. Die Hauptgründe sind die Einführung der All-Ireland League der fünfzig besten Vereinsmannschaften im Jahr 1990 und die Einführung der professionellen Celtic League im Jahr 2001. Aus der Celtic League wurde 2006/07 die Magners League, 2011/12 die Pro12, 2017/18 die Pro14 und 2021/22 schließlich die United Rugby Championship, an der neben den vier irischen Teams auch Mannschaften aus Italien, Schottland, Südafrika und Wales beteiligt sind. Der United Rugby Championship übergeordnet sind die zusammen mit Mannschaften aus England, Frankreich, Italien, Schottland, Südafrika und Wales ausgetragenen internationalen Pokalwettbewerbe European Rugby Champions Cup und EPCR Challenge Cup.
Mit dem Beitritt der Fédération Internationale de Rugby Amateur (FIRA; heute Rugby Europe) zur IRR im Jahr 1999 wurde Irland auch Mitglied der kontinentalen Dachorganisation.

## Logo
Das Logo der Irish Rugby Football Union enthält ein Shamrock (dreiblättriges Kleeblatt) und einen Rugbyball; bereits beim ersten Spiel einer irischen Mannschaft im Jahr 1874 war auf dem Emblem ein Kleeblatt abgebildet.